# Poznański Chór Chłopięcy
Het Poznański Chór Chłopięcy (Nederlands: Poznań Knapenkoor) is een Pools knapenkoor uit Poznań.
Het koor werd in 1945 opgericht door Jerzy Kurczewski en werd bekend als Międzyszkolny Chór Chłopięcy. Kurczewski bouwde de bekendheid uit en als Polskie Słowiki (Poolse Nachtegalen) trad het koor op vier continenten op en er werden verschillende albums uitgegeven.
In 1992 werd Wojciech Krolopp de dirigent. In 2001 verkreeg het koor als Poznański Chór Chłopięcy "Polskie Słowiki" (Poznań Knapenkoor "De Poolse Nachtegalen") de status van koor van de Europese Unie-Ambassadeur van cultuur..   
In mei 2003 werden er na beschuldigingen van seksueel misbruik van minderjarigen twee medewerkers van het koor gearresteerd. Hierna volgden meer beschuldigingen en ook Krolopp werd aangewezen. Na onderzoek bleek dat molest en seksueel misbruik gemeengoed was bij het koor en dat Krolopp en de beide medewerkers zich hier samen sinds de jaren ´70 schuldig aan maakten bij verschillende organisaties. Het succes en het daarmee gepaard gaande financiële gewin hield de zaak lang binnenskamers. Krolopp werd in 2004 tot acht jaar gevangenisstraf veroordeeld.
Sinds 2003 liet het koor de naam "Poolse Nachtegalen" vallen en ging verder onder de huidige naam met Jacek Sykulski als dirigent.
Het koor dient niet verward te worden met de Poznańskie Słowiki (Poznań Nachtegalen), een knapenkoor opgericht in 1929. 